# Autobahnring Kunming
Der Autobahnring von Kunming (chinesisch 昆明绕城高速公路, Pinyin Kūnmíng ràochéng gāosù gōnglù, englisch Kunming Ring Expressway), chin. Abk. G5601, ist ein lokaler Autobahnring rund um Kunming, der Hauptstadt der Provinz Yunnan. Er weist eine Länge von 113 km auf. Er kreuzt die überregionalen Autobahnen G5, G56, G60, G78, G80 und G85 sowie die regionale Autobahn Kunming–Mohan.